# انغوران (مقاطعة كلاردشت)
انغوران (بالفارسية: انگوران) هي قرية تقع في Kuhestan Rural District في إيران. يقدر عدد سكانها بـ 228 نسمة بحسب إحصاء 2016.